# Flatula bipunctata
Flatula bipunctata är en insektsart som beskrevs av Schmidt 1904. Flatula bipunctata ingår i släktet Flatula och familjen Flatidae. Inga underarter finns listade i Catalogue of Life.